# Pablatnice (rod Leptobrachella)
Leptobrachella je  rod žab pablatnic čeledi pablatnicovitých (Megophryidae), který se vyskytuje na indonéských ostrovech Borneo a Souostroví Natuna. Popsáno je okolo sta druhů.

## Taxonomie
čeleď Megophryidae (Bonaparte, 1850) – pablatnicovití
- rod Leptobrachella (Smith, 1925) – pablatnice
  - druh Leptobrachella baluensis (Smith, 1931) – pablatnice severobornejská
  - druh Leptobrachella brevicrus (Dring, 1984) – pablatnice krátkonohá
  - druh Leptobrachella mjobergi (Smith, 1925) – pablatnice sarawacká
  - druh Leptobrachella natunae (Günther, 1895) – pablatnice natunská
  - druh Leptobrachella palmata (Inger a Stuebing, 1992)
  - druh Leptobrachella parva (Dring, 1984) – pablatnice sabahská
  - druh Leptobrachella serasanae (Dring, 1984) – pablatnice pruhovaná
  - druh Leptobrachella laui (Sung, Yang & Wang, 2014)